# President’s Cup 2022
Der President’s Cup 2022 war ein Tennisturnier der ATP Challenger Tour 2022 für Herren und ein Tennisturnier des ITF Women’s World Tennis Tour 2022 für Damen in Nur-Sultan. Die Turniere fanden zeitgleich vom 18. bis 24. Juli 2022 statt.